# どんな星空よりも、どんな思い出よりも
「どんな星空よりも、どんな思い出よりも」（どんなほしぞらよりも、どんなおもいでよりも）は、結城アイラの13作目のシングル。2017年11月22日にLantisから発売された。

## 概要
表題曲はテレビアニメ『妹さえいればいい。』エンディングテーマとして起用された。

## 収録曲
1. どんな星空よりも、どんな思い出よりも
  - 作詞・作曲：結城アイラ、編曲：渡部チェル
2. STAY TUNED!
  - 作詞・作曲：結城アイラ、編曲：柘植敏道
3. どんな星空よりも、どんな思い出よりも（INST）
4. STAY TUNED! （INST）